# Kaia Dahle Nyhus
Kaia Linnea Dahle Nyhus (* 5. März 1990 in Tønsberg) ist eine norwegische Illustratorin und Kinderbuchautorin.

## Leben und Werk
Kaia Dahle Nyhus wurde als Tochter der Autorin Gro Dahle (* 1962) und des Illustrators und Kinderbuchautors Svein Nyhus (* 1962) geboren. Sie wuchs auf der Insel Tjøme im Oslofjord auf. Ihr Bruder ist der Illustrator und 3D-Designer Simon Dahle Nyhus (* 1988).
Von 2009 bis 2012 studierte sie an der Kunsthochschule Oslo. Später schrieb sie sich auch an der Kunsthochschule Konstfack in Stockholm und an der Universität Oslo ein.
Kaia Dahle Nyhus hat zahlreiche Kinderbücher ihrer Mutter Gro Dahle illustriert. 2014 debütierte sie als Verfasserin mit ihrem eigenen Buch Vil du høre en hemmelighet? ('Willst du ein Geheimnis hören?'). Ihr Kinderbuch Hun som kalles søster ('Jene, die man Schwester nennt') wurde 2017 in die renommierte Auswahlliste The White Ravens der Internationalen Jugendbibliothek München aufgenommen. Aufsehen erregte 2017 Gro Dahles und Kaia Dahle Nyhus' Kinderbuch Sesam Sesam, das sich mit den Auswirkungen von Pornografie auf junge Menschen beschäftigt.
Mit Die Welt sagte ja erschien 2019 erstmals ein Buch von Kaia Dahle Nyhus auf Deutsch. Im selben Jahr wurde es von den norwegischen Literaturkritikern zum besten Kinder- und Jugendbuch 2018 gekürt.

## Werke als Illustratorin und Autorin
- Vil du høre en hemmelighet? (2014)
- Pappaer overalt (2015)
- Hun som kalles søster (2016)
- En dag drar mamma (2017)
- Verden sa ja (2018)[3]
  - deutsch: Die Welt sagte ja. Aus dem Norwegischen von Carsten Wilms. Berlin: Kullerkupp Kinderbuch Verlag 2019. ISBN 978-3-947079-00-1[4]

## Werke als Illustratorin
- Gro Dahle: Håpe, sa gåsa (2011)
- Gro Dahle: Jeg kunne spise en ku (2012)
- Gro Dahle: Krigen (2013)
- Gro Dahle: Megzilla (2015)
- Gro Dahle: Sesam Sesam (2017)